# Strömsberg, Trollhättan
Strömsberg är en träbyggnad på västra sidan av Göta älv i Strömslund i Trollhättan, som uppfördes av godsägaren Johan Dahllöf (död 1868) som privatbostad 1857. Den södra gaveln fick en tillbyggnad 1865. År 1880 köptes huset av den från Sankt Petersburg inflyttade tyske ingenjören Eduard Albert och hans fru Maria. Det första Albert gjorde var att låta bygga en träbro från Gullön till stranden på älvens västra sida. Han styckade senare mark i Strömslund i tomter på 600 kvadratmeter och arrenderade ut dessa till arbetarfamiljer. Han hjälpte nybyggarna med byggnadsplaner, lån och ordningsregler för egnahemssamhället Strömslund.
Eduard Albert bodde i huset till sin död 1924. Det skänktes till Trollhättans stad. Mellan 1936 och mitten av 1990-talet drev Svenska Turistföreningen ett vandrarhem på Strömsberg och år 2000 köpte tre kompanjoner köpte huset för att driva "Albert Kök Hotell & Konferens".